# Удельное (Вятское сельское поселение)
Уде́льное (мар. Удельный) — деревня в Советском районе Республики Марий Эл. Входит в состав Вятского сельского поселения.

## География
Находится в центральной части республики Марий Эл на расстоянии приблизительно 4 км по прямой на северо-восток от районного центра посёлка Советский.

## История
Была основана в 1860-х — 1870-х годах русскими крестьянами из Яранского уезда Вятской губернии. В 1887 году здесь было 25 дворов с населением 170 человек, в 1898 году 30 хозяйств и 185 жителей, в 1950 году 42 двора и 102 жителя. В последующие годы в связи с отнесением деревни к разряду неперспективных и прекращением жилищного и хозяйственного строительства население стало переезжать в Вятское. В советское время работал колхоз «13-я годовщина Октября».

## Население
Население составляло 40 человек (47 % мари, 50 % русские) в 2002 году, 51 в 2010.

## Известные люди
Лежнин Александр Матвеевич (1926—2004) —  советский педагог. Директор Сернурской средней школы Марийской АССР (1954-1962), директор средней школы № 11 г. Йошкар-Олы (1962―1967). Заслуженный учитель школы РСФСР (1960). Участник Великой Отечественной войны.